# Sparrenmees
De sparrenmees (Periparus rufonuchalis; synoniem: Parus rufonuchalis) is een zangvogel uit de familie Paridae (mezen).

## Verspreiding en leefgebied
Deze soort komt voor van Turkestan tot westelijk China en Nepal.

## Status
De grootte van de populatie is niet gekwantificeerd maar de soort wordt omschreven als vrij algemeen in Nepal en schaars in China. Op de Rode lijst van de IUCN heeft deze soort de status niet bedreigd.